# Tata Motors

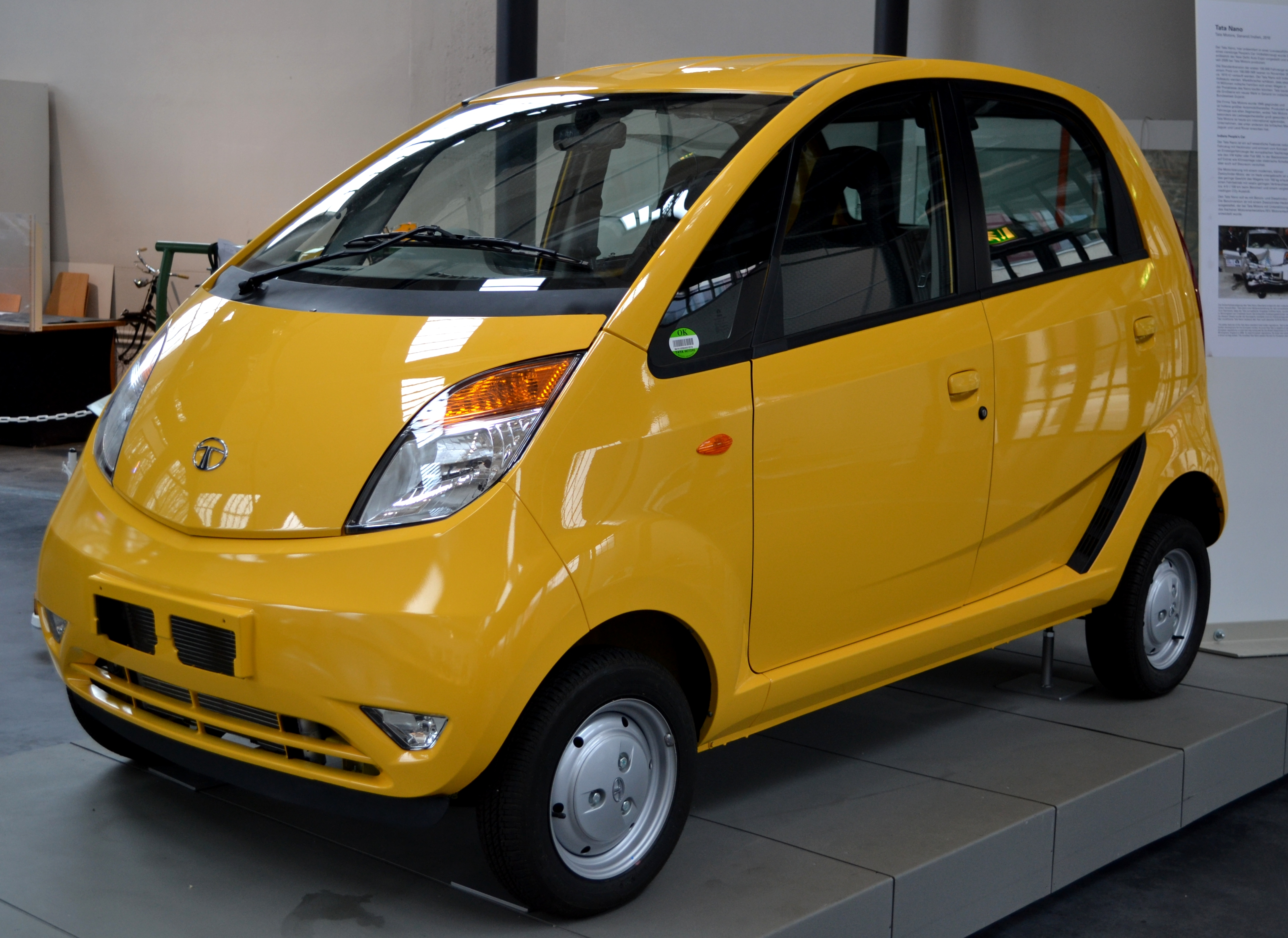
Tata Nano, o carro mais popular da empresa.

A Tata Motors Limited (em hindi: टाटा मोटरस) é uma multinacional automotiva indiana, com sede na cidade de Mumbai, em Maarastra. Esta empresa é uma subsidiária do Grupo Tata.
Dentre os seus produtos incluem-se carros, motos, ônibus, caminhões, vans, equipamentos de construção, equipamentos rurais e veículos militares. Atualmente é a quinta maior companhia automotiva do mundo, sendo a quarta em caminhões e segunda em ônibus por volume. Esta empresa está também listada entre as quinhentas maiores companhias do mundo em 2016, segundo a Fortune Global 500, na 226ª colocação.
A Tata Motors possui seus centros de produção em solo indiano, nas cidades de Jamshedpur, Pantnagar, Lucknow, Sanand, Dharwad e Pune, além de nações como a Argentina, África do Sul, Tailândia e Reino Unido. Os centros de pesquisa e desenvolvimento estão localizados nas cidades indianas de Pune, Jamshedpur, Lucknow e Dharwad, além de estarem presentes também em países como Coreia do Sul, Espanha e Reino Unido.
Desde 17 de janeiro de 2017, o presidente desta companhia é Natarajan Chandrasekaran.

## Aquisições da empresa

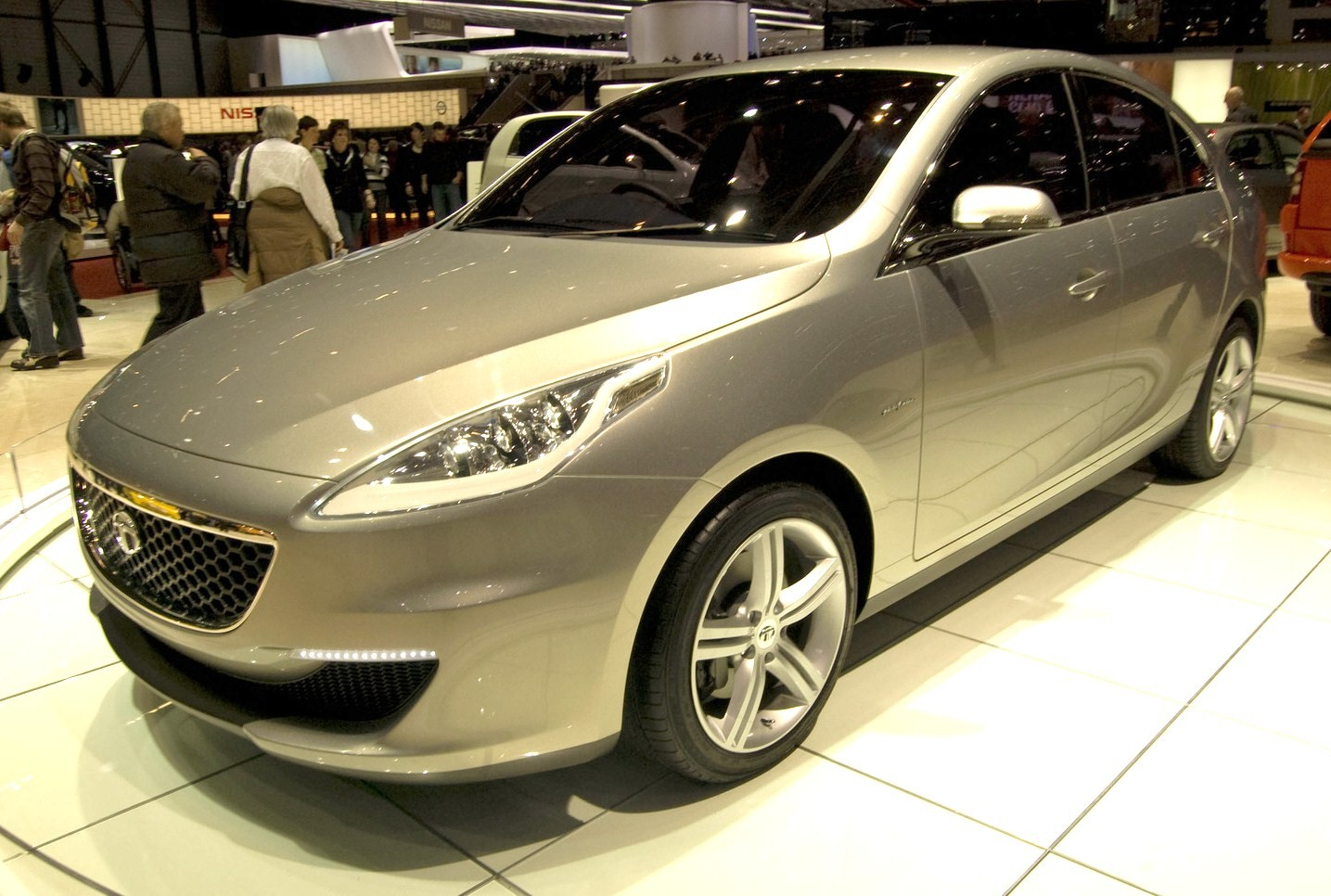
O Tata Pr1ma

No ano de 2004 comprou a divisão de caminhões da sul-coreana Daewoo. Em 2005, adquiriu 21% de participação na Hispano Carrocera S.A. A Tata Motors comprou, em março de 2008, as empresas Jaguar e Land Rover, que antes pertenciam a empresa americana Ford. Em 2025, a Tata Motors comprou a Iveco por 3,8 bilhões de euros. 

### Modelos
Seguem-se, abaixo, alguns dos modelos de veículos que são fabricados pela Tata Motors.
- Tata Indica Vista.
- Tata Indica V2.
- Tata Indica V2 Turbo.
- Tata Indica V2 Xeta.
- Tata Indica V2 Dicor.
- Tata Indigo.
- Tata Indigo XL.
- Tata Indigo Marina.
- Tata Indigo CS.
- Tata Indigo V Series.
- Tata Safari DICOR.
- Tata Sumo.
- Tata Nano.
- Tata Altroz.[13]
- Tata Magic Iris.

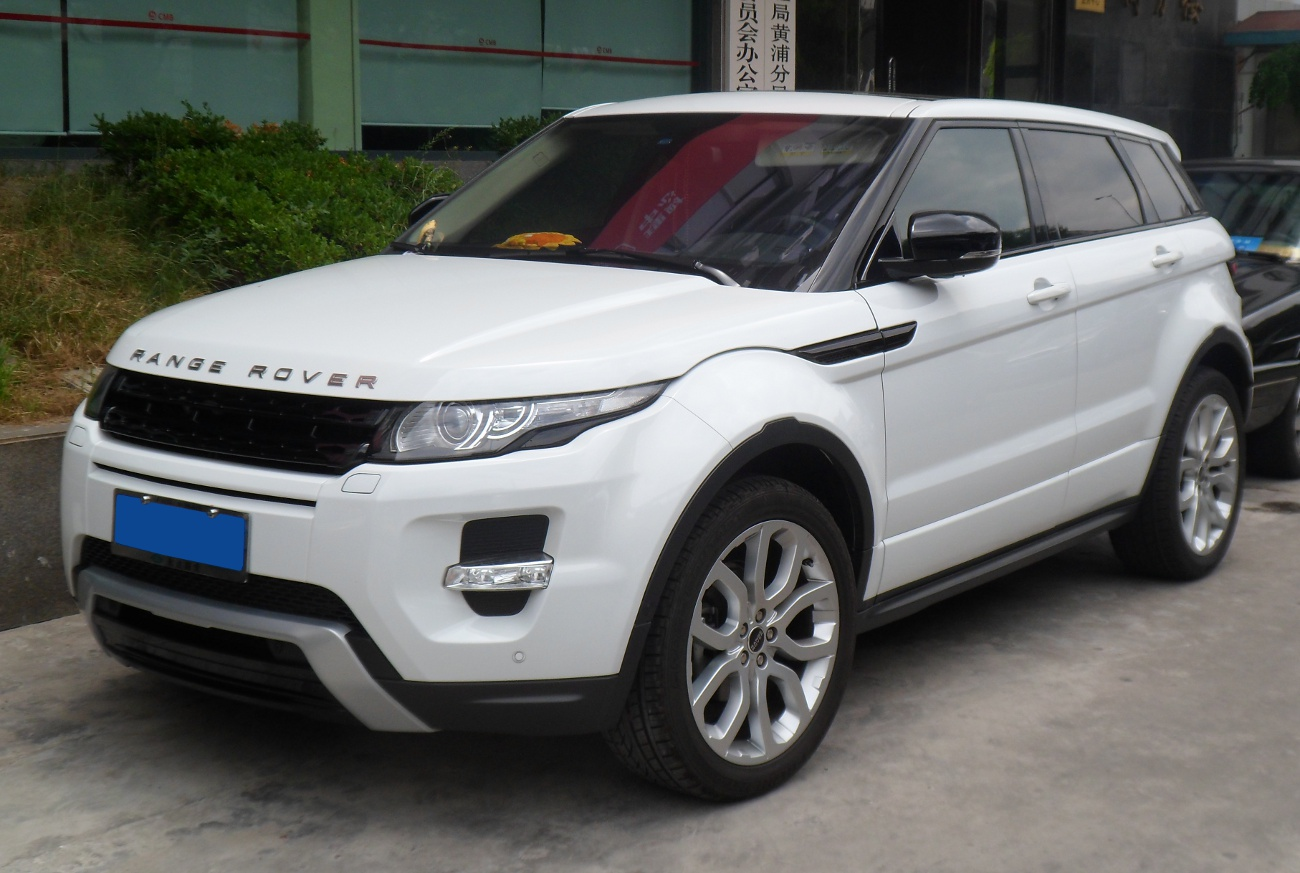
O Range Rover Evoque.

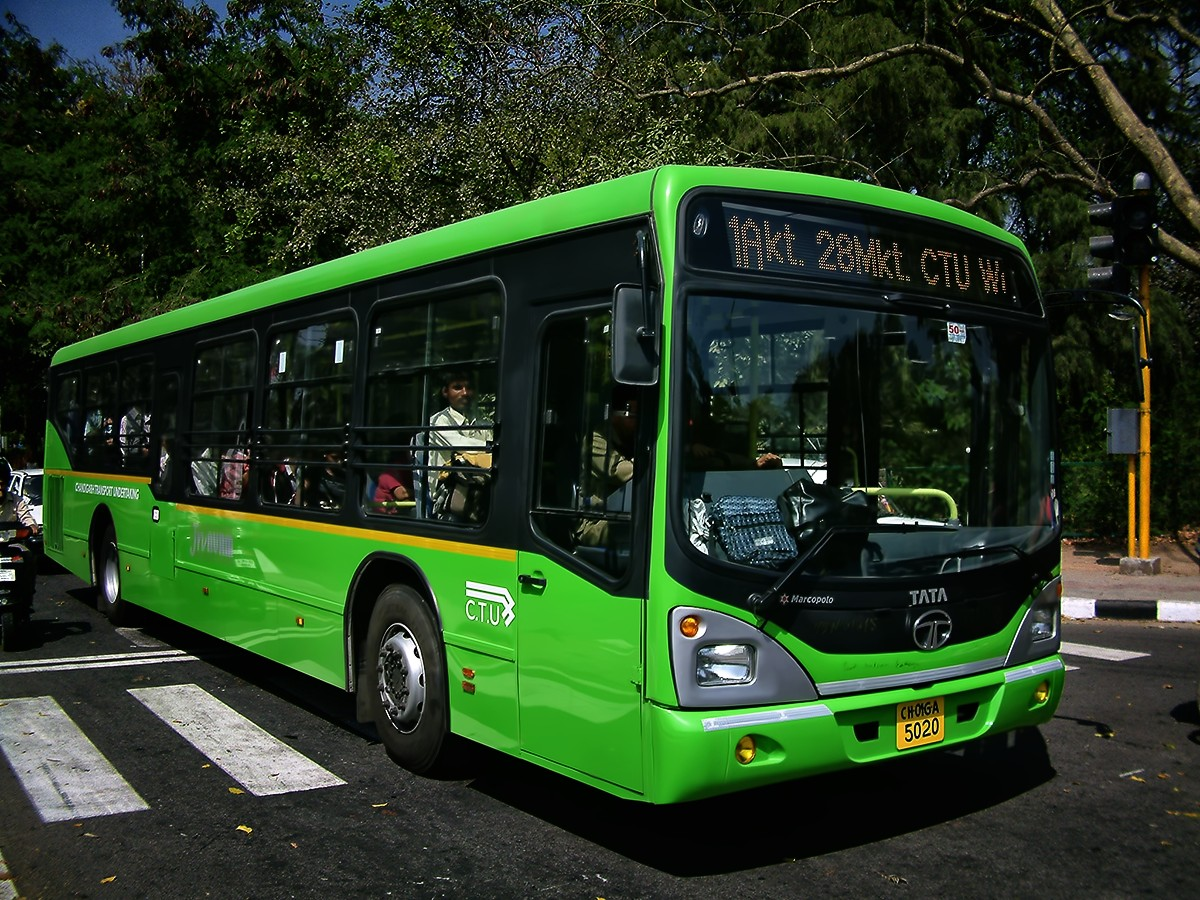
Ônibus Tata Marcopolo na cidade indiana de Chandigarh.

- Tata Tiago (anteriormente chamado Tata Zica, mas mudou de nome devido ao surto do Zica vírus em 2016).[14][15]
- Tata Pr1ma.